# دیوید رابینز
دیوید رابینز (انگلیسی: David Robbins؛ زادهٔ ۲۹ ژانویهٔ ۱۹۵۵) آهنگساز و موسیقی‌دان اهل ایالات متحده آمریکا است.
از فیلم‌هایی که وی در آن‌ها نقش داشته است، می‌توان به راه رفتن مرد مرده، نجات‌دهنده و باب رابرتس اشاره نمود.